# Mortoniodendron pentagonum
Mortoniodendron pentagonum är en malvaväxtart som först beskrevs av John Donnell Smith och fick sitt nu gällande namn av Faustino Miranda. Mortoniodendron pentagonum ingår i släktet Mortoniodendron och familjen malvaväxter. Inga underarter finns listade i Catalogue of Life.